# Frieda Köckeritz
Frieda Köckeritz-Wollermann (* 11. Oktober 1910 in Gelsenkirchen) war eine deutsche Sozialdemokratin und Funktionärin der SED in der DDR. Sie war von 1946 bis 1952 Mitglied des Landtages von Mecklenburg und in den Jahren 1948/1949 Mitglied des Deutschen Volksrates und der Provisorischen Volkskammer.

## Leben
Köckeritz wurde in Gelsenkirchen geboren, wuchs aber in Danzig in einer Arbeiterfamilie auf. Nach dem Besuch der Volksschule absolvierte sie eine Hauswirtschaftslehre und arbeitete zunächst als Verkäuferin in einem Kolonialwarenladen. Bereits mit 14 Jahren trat sie während der ersten Lehrzeit in die Sozialistische Arbeiterjugend ein. Nach ihrer Tätigkeit im Kolonialwarenladen arbeitete Köckeritz in der Konsum- und Spargenossenschaft. Innerhalb dieser Verkaufsorganisation stieg sie vom Posten einer Lagerhalterin zu einer Filialleiterin auf. Mit Erreichen des 18. Lebensjahres wurde Köckeritz Mitglied der SPD. Nach der Spaltung der SPD im Jahr 1931 schloss sie sich der neugegründeten SAPD an, die trotz der Machtergreifung der Nationalsozialisten in Danzig noch einige Zeit aktiv war. Köckeritz gehörte daher auch bis 1936 dem SAPD-Vorstand an. Ab 1934 führte sie einen eigenen Betrieb, der 1941 allerdings stillgelegt wurde. Anschließend war sie bis Kriegsende als Kriegsaushilfskraft bei der Danziger Stadtverwaltung tätig.
Im Rahmen der Flucht vieler Deutscher aus Polen verschlug es Köckeritz zunächst ins vorpommersche Barth. Dort trat sie im August 1945 zunächst wieder in die SPD ein, in deren mecklenburgischen Vorstand sie bis zum Vereinigungsparteitag im April 1946 als Angestellte tätig war. Nach der Gründung der SED wurde die verwaltungserfahrene Köckeritz zur Leiterin der Abteilung Arbeit und Sozialfürsorge des SED-Landesvorstandes Mecklenburg berufen. Bei den ersten Landtagswahlen der Nachkriegszeit am 20. Oktober 1946 wurde sie für die SED in den Landtag von Mecklenburg-Vorpommern gewählt. Diesem Parlament gehörte sie auch in der 2. Wahlperiode von 1950 bis 1952 an. Darüber hinaus wurde Köckeritz im März 1948 als SED-Abgeordnete in den 1. Deutschen Volksrat gewählt. In der Folge gehörte sie auch dem 2. Deutschen Volksrat und der Provisorischen Volkskammer als Mitglied an. 1949 beendete Köckeritz zunächst ihre Tätigkeit im SED-Landesvorstand und absolvierte einen Einjahreslehrgang an der SED-Parteihochschule. Anschließend wurde sie in Rostock in einer leitenden Funktion in der SED-Kreisleitung Rostock-Stadt eingesetzt. Darüber hinaus wurde sie zeitweilig als Sekretärin der SED-Grundorganisation im republikweit bedeutenden VEB Fischkombinat Rostock eingesetzt. Ob der Bedeutung ihrer Parteifunktion war sie dadurch von 1958 bis 1964 auch Mitglied der SED-Bezirksleitung Rostock und wurde auf dem V. SED-Parteitag als Kandidatin in das ZK der SED gewählt. Auf dem nachfolgenden VI. Parteitag wurde sie in dieser Funktion nicht wieder bestätigt. Über das weitere Leben von Frieda Köckeritz nach 1964 sind bisher nur Ehrungen als Parteiveteranin bekannt.

## Auszeichnungen
- 1958 Clara-Zetkin-Medaille[2]
- 1985 Vaterländischer Verdienstorden in Gold[3]